# Rolls-Royce Phantom II
O Rolls-Royce Phantom II foi o terceiro e último dos modelos 40/50 hp da Rolls-Royce, substituindo o New Phantom em 1929. Utilizou uma versão aprimorada do motor do New Phantom em um chassi totalmente novo. Uma versão "Continental", com entre-eixos curto e molas mais rígidas, foi oferecida.

## Descrição

### Transmissão
O Phantom II utilizou uma versão refinada do motor 7,7 L (7 668 cc ou 467,9 pol³) OHV em linha-6 do New Phantom com um novo cabeçote de fluxo cruzado. Diferentemente dos modelos 40/50 hp anteriores, o motor foi parafusado diretamente à transmissão manual de 4 velocidades. O sincronizador foi adicionado às marchas 3 e 4 em 1932 e à marcha 2 em 1935. A potência era transmitida às rodas traseiras por meio de um eixo de transmissão aberto, um diferencial hipoide e Hotchkiss drive, substituindo o torque tube de uma caixa de câmbio remota usada nos modelos 40/50 hp anteriores.

### Chassi

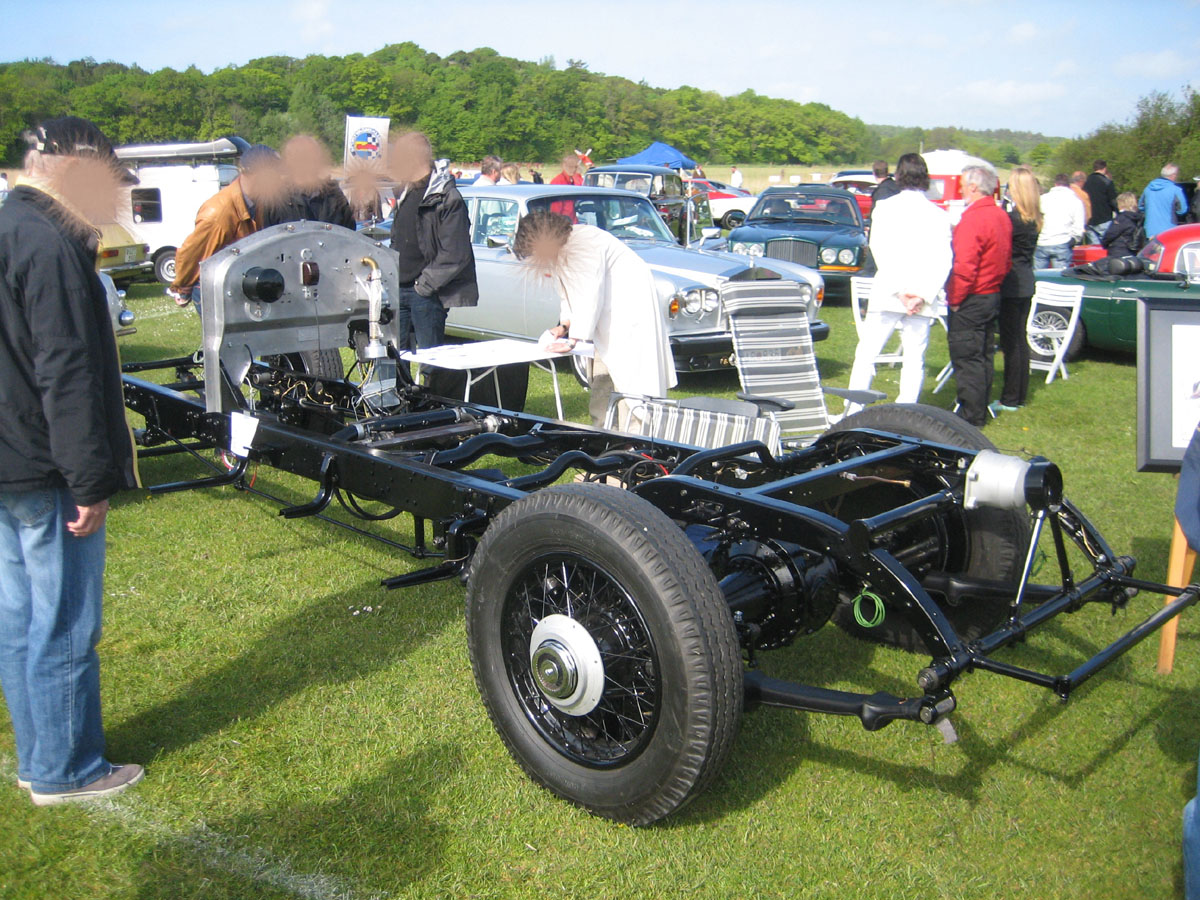
Chassi do Rolls-Royce Phantom II

O chassi do Phantom II era totalmente novo. O eixo dianteiro foi montado em molas semi-elípticas como nos modelos 40/50 hp anteriores, mas o eixo traseiro agora também era montado em molas semi-elípticas em vez de molas cantilever. Isso, junto com as mudanças na transmissão, permitiu que o chassi ficasse mais baixo do que antes, melhorando o manuseio. Os freios servoassistidos nas quatro rodas do Phantom I foram mantidos, e o sistema de lubrificação centralizada Bijur do Phantom I fabricado em Springfield foi incluído em todos os chassis do Phantom II.
O entre-eixos padrão do Phantom II era de 150 polegadas (3 800 mm). Um chassi com entre-eixos curto de 144 polegadas (3 700 mm) também estava disponível.
Um total de 1 681 chassis do Phantom II de todos os tipos foram construídos.

### Modelo "Continental"

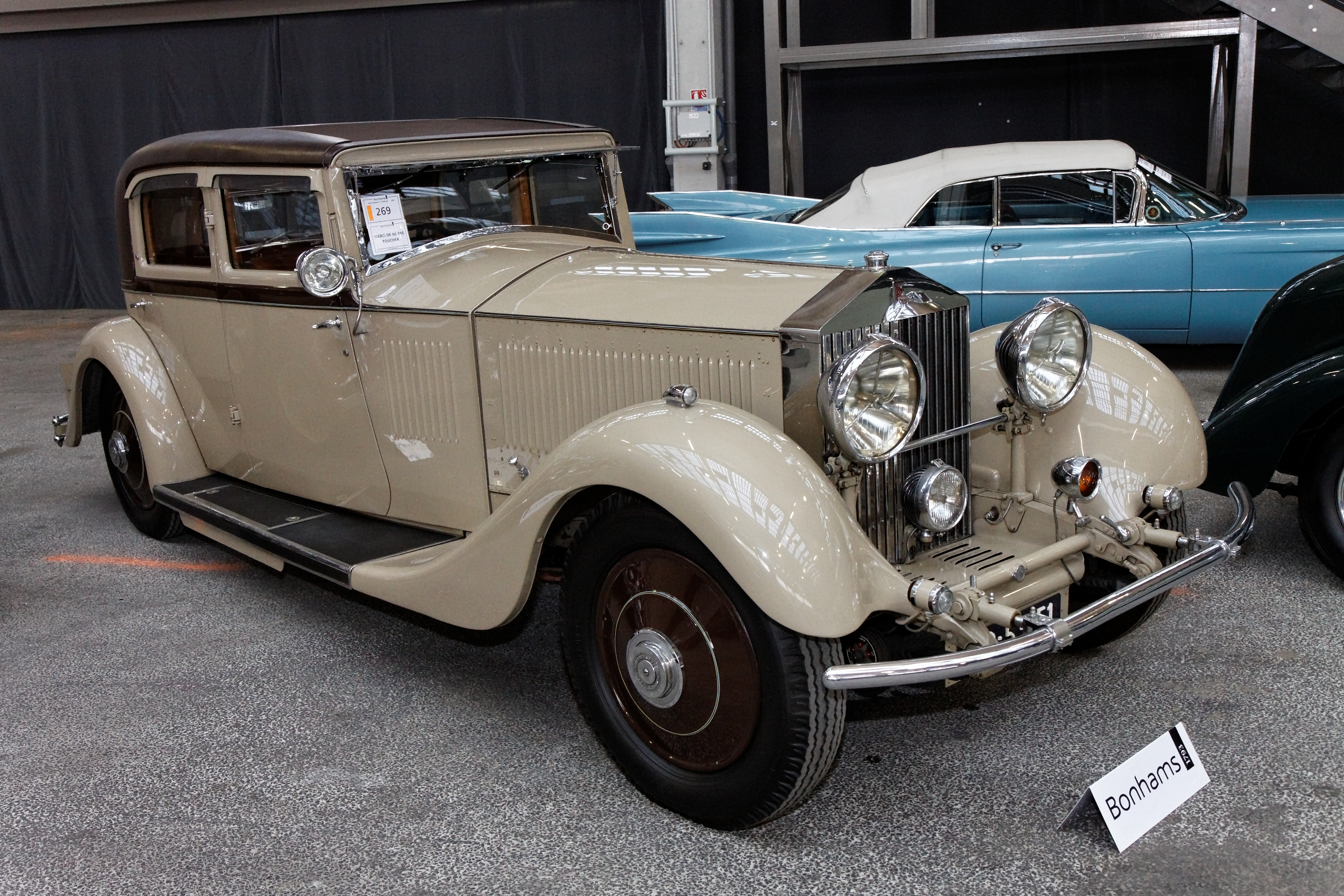
Rolls-Royce 40-50hp Phantom II 'Continental' Sports Saloon

Henry Royce pediu ao designer de carrocerias Ivan Evernden que projetasse um Phantom II de entre-eixos curto exclusivo para ele. Designado 26EX, o carro tinha um motor ajustado, molas de cinco folhas mais rígidas que o padrão e uma carroceria leve de quatro lugares close-coupled saloon da Barker pintada com um verniz de pérola artificial feito de escamas de arenque moídas. O departamento de vendas inicialmente não mostrou interesse no 26EX, mas, quando Evernden retornou ao escritório após o Grand Concours d'Elegance de Biarritz em 1930, onde o 26EX havia ganhado o Grand Prix d'Honneur, ele descobriu que o departamento de vendas já havia anunciado o novo "Phantom II Continental Saloon", preparado um folheto para ele e calculado seu custo.
De acordo com Evernden, nem ele, Royce ou o departamento de vendas da Rolls-Royce tinham especificações escritas para o modelo "Continental", embora ele e Royce tivessem uma especificação clara em mente. Com base nos escritos de Evernden e no exame dos registros da empresa, o historiador Ray Gentile determinou que as especificações comuns do chassi Continental eram o entre-eixos curto e as molas mais rígidas de cinco folhas. Por essa definição, duzentos e oitenta e um Phantom II Continental foram produzidos, incluindo 125 versões com volante à esquerda.
Considerados os dois P-II Continentais mais importantes são o 20MS e o 2SK, os únicos dois P-II Continental Roadster já construídos. O 20MS está em uma coleção particular no Meio-Atlântico desde 1989; o 2SK, o Roadster Thrupp e Maberly, uma vez propriedade de Tyrone Power, estava na coleção de Fred Buess desde 1958, mas foi vendido em leilão em 2010. A maioria dos Continentais eram sports saloons, mas vários estilos de carroceria foram produzidos no chassi Continental, incluindo sedanca de villes formais, roadsters esportivos abertos e coupés fechados destinados a viagens de longa distância. A maioria foi carroçada por construtores britânicos, como Barker, Hooper, H.J. Mulliner e Windovers, mas vários outros construtores na Europa, Austrália e Estados Unidos construíram carrocerias para os Continentais, incluindo Kellner de Paris, Martin & King de Sydney e Brewster de Nova Iorque.

### Versões para o mercado norte-americano
Todos os chassis do Phantom II foram construídos na fábrica da Rolls-Royce em Derby. A fábrica em Springfield, Massachusetts foi fechada após o fim da produção do Phantom I/New Phantom para o mercado norte-americano em 1931. Duas séries para o mercado norte-americano, AJS e AMS, foram construídas em Derby.
Ele competia com o recém-lançado Lincoln Model K, Chrysler Imperial, Mercedes-Benz 770, Duesenberg Model J, Packard Eight e o Cadillac Series 355. A configuração de volante à esquerda era, sem surpresa, a mais popular nos Estados Unidos e no Canadá, mas clientes em Mônaco, Dinamarca, Suíça e Polônia também compraram chassis com volante à esquerda, que não estavam regularmente disponíveis fora dos EUA.

## Carroceria

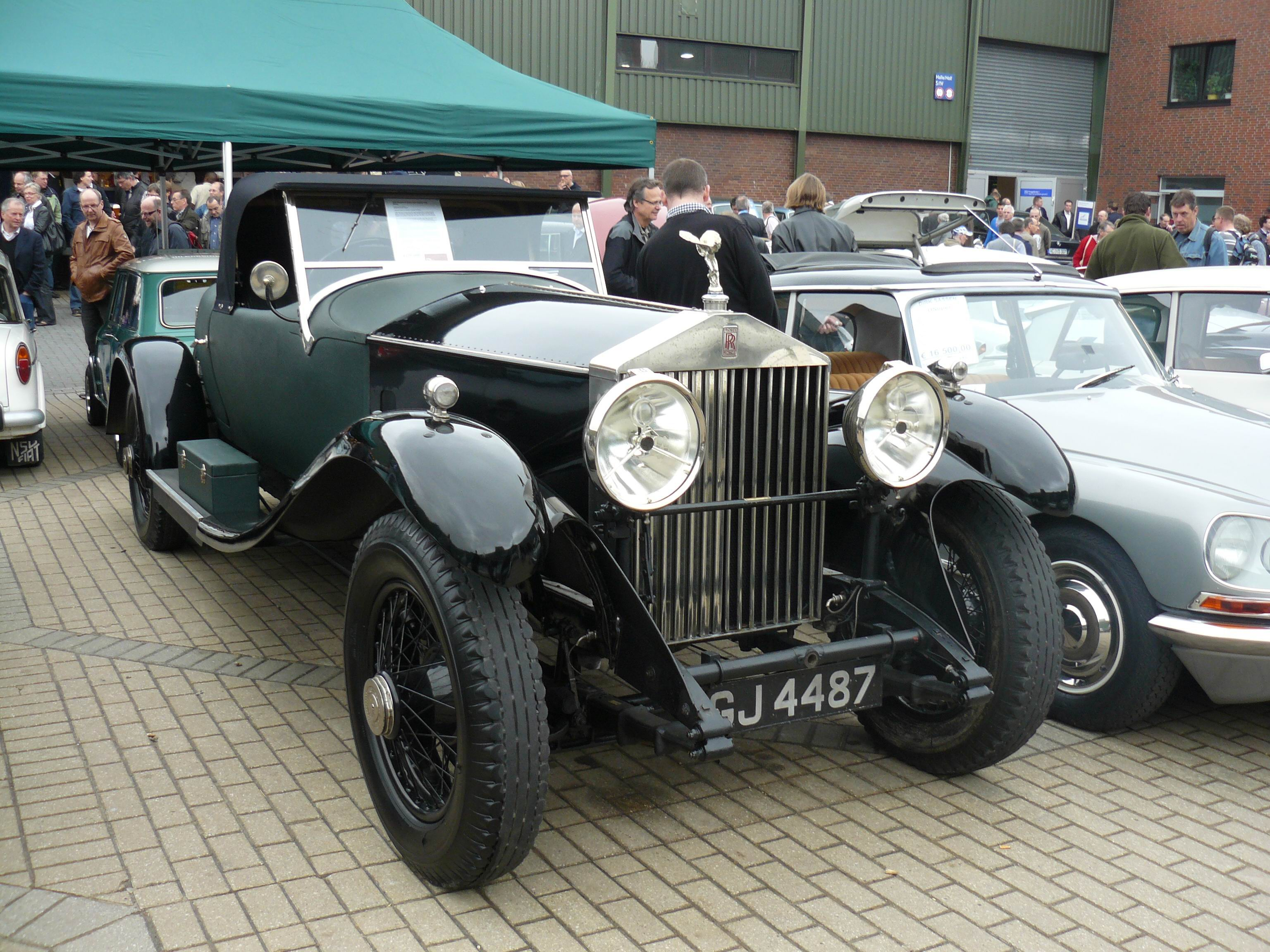
Rolls-Royce Phantom II Kellner de 1930

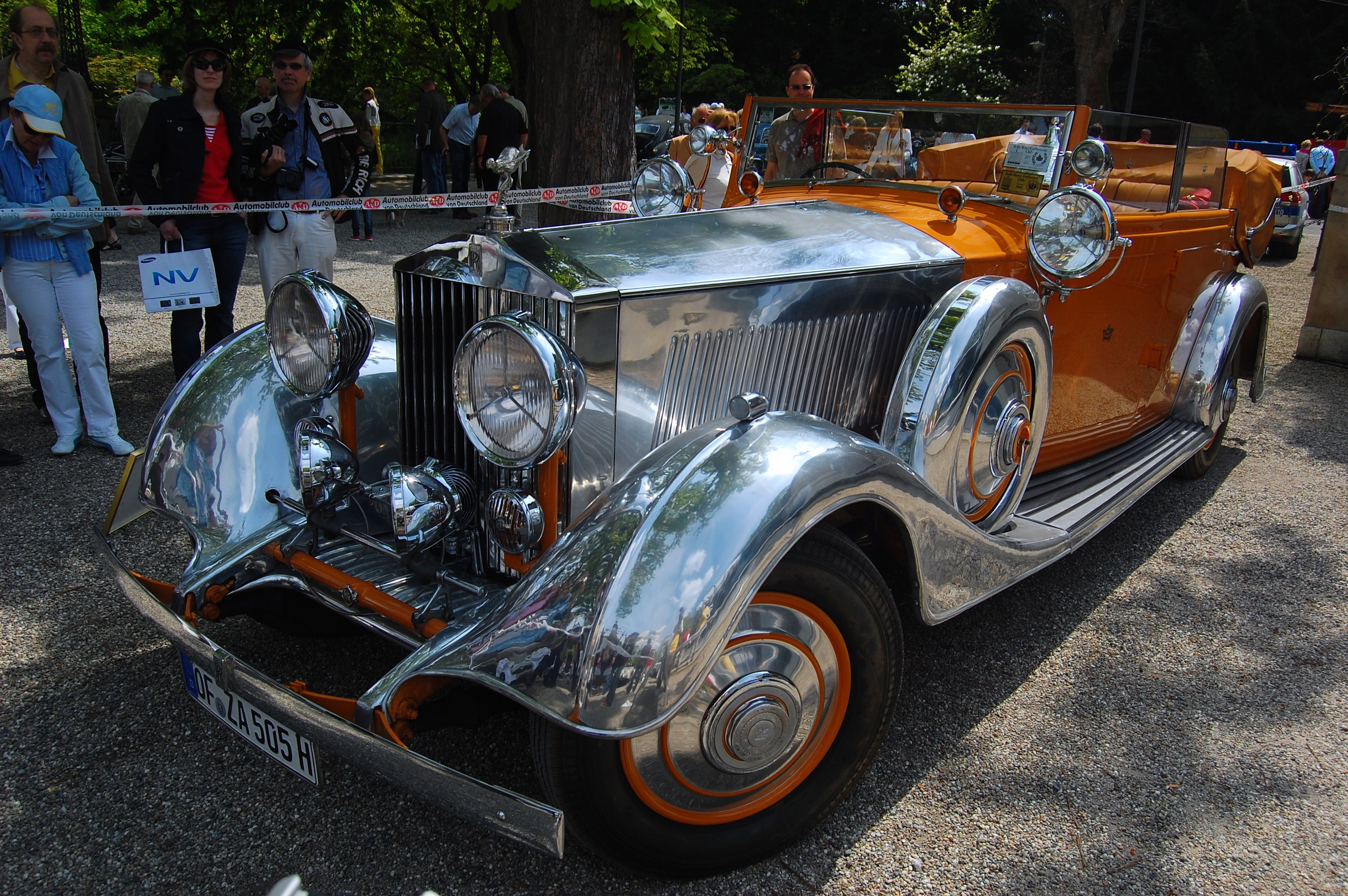
Rolls-Royce Phantom II com carroceria All-Weather Cabriolet da Thrupp & Maberly para o Marajá de Rajkot, Chassi #188PY (1934). Este carro também é conhecido como a "Estrela da Índia".

## Na cultura popular
O Phantom II foi destaque nos filmes O Aprendiz de Feiticeiro e Indiana Jones e a Última Cruzada. Quando suas especificações são citadas durante a cena no Reino de Hatay, o Sultão afirma que o Rolls-Royce Phantom II tem um "motor de 4,3 litros, 30 cavalos de potência, seis cilindros, com carburador Stromberg downdraft; pode ir de zero a 100 quilômetros por hora em 12,5 segundos (e eu até gosto da cor)". No entanto, o carro usado no filme era na verdade um Rolls-Royce Barker Saloon, com 20/25 hp. Ele também é a estrela do filme de 1964 The Yellow Rolls-Royce, onde as especificações do motor são dadas como tendo um diâmetro de 4,5" e curso de 5,5", o que equivaleria a 525 polegadas cúbicas.

## Modelos Pocher
Os modelos Pocher são reconhecidos como alguns dos kits de automóveis mais complexos e detalhados já feitos, e eles lançaram 2 kits de modelos em escala 1/8 do Phantom II:
- Pocher Rolls-Royce Phantom II Sedanca Coupe 1932 1:8 K72 Tyco Kit K 72
- Pocher Rolls-Royce Torpedo Phantom II Convertible com 2 905 partes

## Produção
- Phantom II: 1 400
- Phantom II Continental: 281
- Phantom II Experimental: 9

Produção total: 1 681 carros no total